# Lougou
Lougou är ett arrondissement i kommunen Ségbana i Benin. Den hade 8 261 invånare år 2002.